# Rudy De Leeuw
Rudy De Leeuw (Ninove, 5 augustus 1953) is een Belgische syndicalist. 

## Levensloop
Hij studeerde af aan de Katholieke Universiteit Leuven als handelsingenieur. Van 1974 tot 1983 werkte hij als leraar in het secundair onderwijs en gaf hij economie en wiskunde. In 1983 ging hij aan de slag bij het syndicaal vormingsinstituut. Vanaf 1988 was hij actief bij het Algemeen Belgisch Vakverbond zelf. In 2006 werd hij voorzitter.
Daarnaast is hij lid van het bestuur van het Internationaal Vakverbond en lid van de executieve (Macro-economische dialoog) van het Europees Vakverbond. Ten slotte is hij lid van het partijbureau van de sp.a, vicevoorzitter van de Nationale Arbeidsraad, lid van de regentenraad van de Nationale Bank (NBB) sinds 2007 en bestuurder van het Zilverfonds. Verstreken functies of mandaten zijn voorzitter van de Commissie voor de Regulering van de Elektriciteit en het Gas (CREG) en bestuurder van de Parastatale Sociale Zekerheid.
Begin februari 2012 kwam hij in opspraak omdat de vennootschap IMMO D.L, die hij in 2001 samen met enkele familieleden oprichtte, gebruik had gemaakt van de notionele intrestaftrek, een fiscale maatregel waartegen De Leeuw zich meermaals publiekelijk heeft uitgesproken. De Leeuw reageerde op deze aantijgingen dat hij ontslag had genomen uit de raad van bestuur van zodra hij dit te weten kwam. Hij voegde eraan toe dat de vennootschap werd opgericht om twee winkelpanden en zes appartementen die in beheer waren van zijn familie te beheren en dat er geen sprake was van pogingen tot fiscale optimalisatie.
In 2015 werd hij verkozen als voorzitter van het Europees Vakverbond (EVV) met 95,6% van de stemmen. Tevens is hij vice-voorzitter van het Internationaal Vakverbond. In april 2016 bracht hij het boek Ongelijkspel uit, de opbrengsten gingen naar Vluchtelingenwerk Vlaanderen.
In juni 2018 ging hij op pensioen, hij werd opgevolgd door Robert Vertenueil als voorzitter van het ABVV en door Miranda Ulens als voorzitter van het Vlaamse ABVV. De hervormingen in het kader van het eenheidsstatuut (afschaffing carensdag en harmonisering opzegtermijnen) tussen bedienden en arbeiders beschouwt hij als een van zijn grootste realisaties.